# Rüdiger Minor
Rüdiger Rainer Minor (* 22. Februar 1939 in Leipzig; † 3. September 2017 in Dresden) war ein evangelischer Theologe. Er war Bischof i. R. der Evangelisch-methodistischen Kirche (EmK).

## Leben
Rüdiger Minor studierte Theologie am Theologischen Seminar der EmK in Bad Klosterlausnitz (1991 vereinigt mit dem Theologischen Seminar Reutlingen) sowie an der Karl-Marx-Universität Leipzig, an der er 1968 promoviert wurde und sich keine drei Monate später habilitierte. 1966 wurde er als Pastor der Bischöflichen Methodistenkirche ordiniert, die sich 1968 mit der Evangelischen Gemeinschaft zur Evangelisch-methodistischen Kirche vereinigte. Ab 1969 war er zuerst nebenamtlich und ab 1976 hauptamtlich Dozent für Kirchengeschichte am Theologischen Seminar Bad Klosterlausnitz, dem er von 1984 bis 1986 als Seminar-Direktor vorstand. Später war er auch als Dozent am Theologischen Seminar der EmK in Moskau tätig. Zwischen 2008 und 2010 übernahm er eine Professur an der Emory University in den USA. Von 2013 bis 2015 übernahm er während einer Vakanz die Leitung der Gemeindebezirke Dresden-Friedenskirche und Dresden-Zionskirche.
Minor war seit 1964 mit seiner Frau Gerlinde verheiratet und Vater dreier Kinder. Er starb am 3. September 2017 in Dresden.

## Bischofsamt
Im Jahr 1986 wurde Rüdiger Minor als Nachfolger von Armin Härtel zum Bischof der EmK in der DDR gewählt. Dieses Amt hatte er bis 1992, zur ersten gesamtdeutschen Zentralkonferenz, der Vereinigungskonferenz, nach der Wiedervereinigung, inne. Auf dieser Zentralkonferenz kandidierten für das Amt des deutschen EmK-Bischofs Minor und Walter Klaiber. Klaiber war seit 1989 EmK-Bischof in der Bundesrepublik Deutschland und West-Berlin. Er wurde nun zum Bischof der EmK in Deutschland gewählt. Minor folgte der Dienstzuweisung für die Arbeit im Gebiet der Gemeinschaft Unabhängiger Staaten (GUS). 1993 wurde er Bischof des Eurasischen Sprengels der Nordosteuropäischen Zentralkonferenz mit Sitz in Moskau. Dieses Amt bekleidete er, bis er im Jahr 2005 in den Ruhestand trat. Sein Nachfolger im Bischofsamt für Eurasien ist Hans Växby.

## Schriften
- Die Bischöfliche Methodistenkirche in Sachsen. Leipzig 1968 (Leipzig, Theol. F., Diss. v. 23. April 1968)
- Quellen zur Geschichte des Methodismus in Sachsen <1860–1900>. Leipzig 1968 (Leipzig, Theol. F., Hab.Schr. v. 18. Juni 1968)
- Zusammen wachsen auf Christus hin: Botschaft der Bischöfe Walter Klaiber und Rüdiger Minor an die Zentralkonferenz 1992. Stuttgart: Christliches Verlags-Haus 1992